# Bel-ibni
Bel-ibni, rey babilonio de la X dinastía, que reinó entre el 703 a. C. y el  700 a. C..
De origen caldeo y educado en Nínive, fue colocado en el trono por el rey asirio Senaquerib. Sin embargo, tres años después, tras saquear Akkad, Senaquerib lo hizo prisionero por su supuesto colaboracionismo con los babilonios. En su lugar, entronizó a su hijo mayor, Ashur-nadin-shumi.

| Predecesor: Marduk-apal-iddina II | Rey de Babilonia 703-700 a. C. | Sucesor: Asurnadinsumi |